# トーマス・ハックル・ウェーラー
トーマス・ハックル・ウェーラー（Thomas Huckle Weller、1915年6月15日 - 2008年8月23日）はアメリカ合衆国のウイルス学者で、ポリオウイルスの試験管内での培養法を考案し、ジョン・フランクリン・エンダース、フレデリック・チャップマン・ロビンスとともに1954年度のノーベル生理学・医学賞を受賞した。
ウェーラーはミシガン州アナーバーで生まれ育ち、父のカール・バーノン・ウェーラーが病理学の教授として働いていたミシガン大学に入学した。ミシガン大学では獣医学を専攻し、学士号と修士号を取得した。修士時代には魚類の寄生虫の研究を行った。1936年からはハーバード・メディカルスクールに通い、後にノーベル賞を共同受賞することになるエンダースの下で研究を行った。ウェーラーにウイルスや組織培養の実験を行わせたのはエンダースである。ウェーラーは1940年に医学博士号を取得し、ボストンの小児病院で働いた。第二次世界大戦中の1942年に、彼は少佐の階級を得て、プエルトリコにある軍の医学研究所で微生物学、ウイルス学、病理学の責任者として働いた。戦後はボストンの小児病院に戻り、1947年からは再びエンダースとともに働いた。1954年にハーバード大学公衆衛生学部の教授に就任した。
ノーベル賞を受賞した小児麻痺の研究以外にも、ウェーラーは住血吸虫症やコクサッキーウイルスの研究でも大きな業績を残した。彼はまた、ヘルペスや水痘の原因ウイルスを初めて単離した人物でもある。
ウェーラーは1945年にキャスリーン・ファーヘイと結婚し、2人の息子と2人の娘がいる。